# 마이어 (기업)

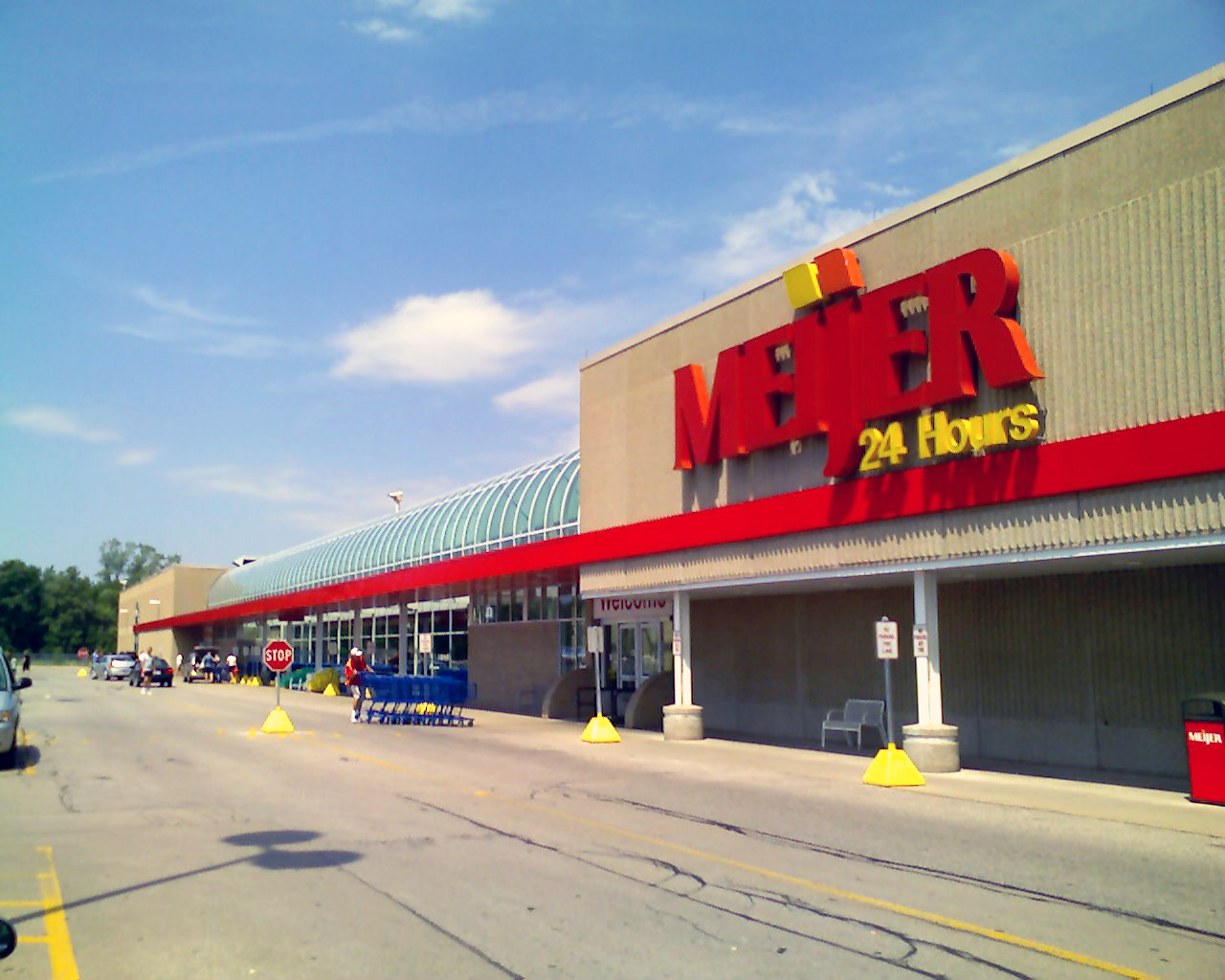
미시간주 미들랜드의 마이어 점포 외부

마이어(Meijer, IPA:/ˈmaɪ.ər/)는 미국의 하이퍼마켓(할인점의 일종) 체인점이다. 본사는 미시간주 워커에 있다. 네덜란드 출신의 헨드릭 메이어르(Hendrik Meijer)가 미시간주 그랜드래피즈 부근의 그린빌에 1934년 식료품 점포를 개설한 것이 시초이다. 헨드릭 메이어르의 아들 프레드 마이어(Fred Meijer)가 아버지의 식료품점을 키워 그랜드래피즈 일대 여러 곳에 지점을 냈고, 1962년 그랜드래피즈 시내에 매장면적 17,000 m2의 대형 소매점포를 개설하였다. 슈퍼마켓에서 취급하는 식료품·일용잡화 외에 의류·가구 등도 함께 취급하는 백화점 식의 대형 하이퍼마켓(슈퍼센터) 개념을 미국에서 가장 먼저 도입한 선구자 중 하나로 알려져 있다. 월마트·케이마트·크로거·타킷 등 다른 대형 소매점포는 1980년대에 들어서야 이러한 개념의 점포를 본격적으로 도입하기 시작했다. 월마트 등과는 달리 미국 전국적으로 진출하지는 않았으며, 사업도 크게 확장하지 않고 주식도 주식시장에 공개하지 않는 마이어 가문의 가족 회사로 운영하고 있다. 미시간주를 중심으로 오하이오주·인디애나주·일리노이주·켄터키주에 하이퍼마켓 형식의 대형 할인점 점포 200개 가량을 두고 있다. 오리건주를 중심으로 미국 서북부에 많은 매장을 둔 대형 할인점 체인인 프레드 마이어(Fred Meyer)는 이 미시간주의 마이어와 이름만 비슷할 뿐 아무런 관련이 없다.